# Lignage Sleeus

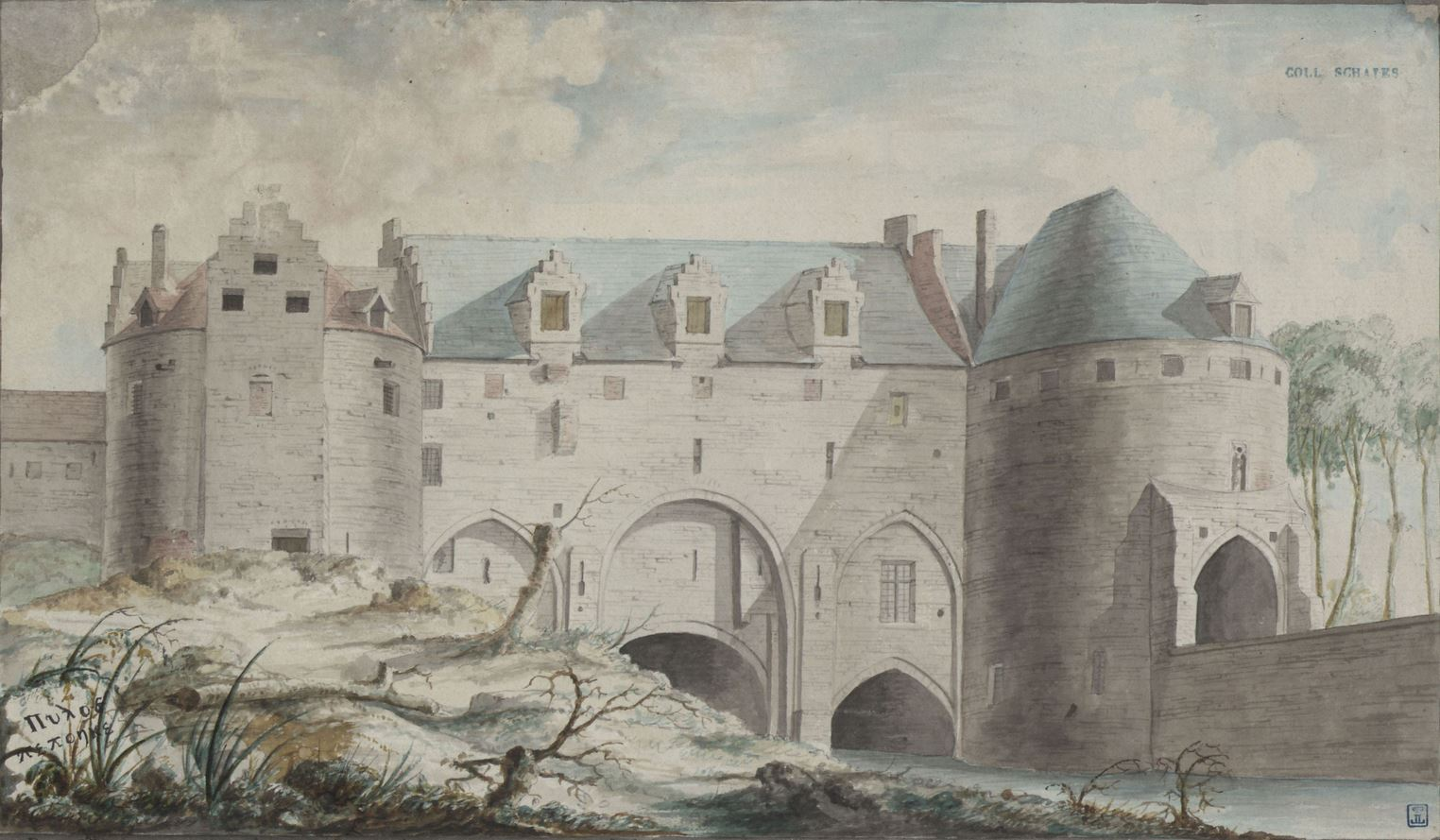
Vue de la porte de Laeken en 1786.

Le Lignage Sleeus est l'un des sept Lignages de Bruxelles.

## Armes
Ce lignage portait : de gueules, au lion d'argent. Cimier : un lion issant. Supports : un sauvage avec la massue levée à dextre et un lion à sénestre.

## Histoire
Ce Lignage Sleeus, le Lignage du Lion, portait bien sûr un lion dans ses armoiries. 
On notera que la plupart des personnes inscrites dans le lignage Sleeus appartenaient à la noblesse brabançonne , soit en ligne directe (parfois illégitime), soit par les femmes (...). 
Il existait, au XIIIe siècle, près de l'emplacement actuel de l'église des Riches-Claires, une porte (ou un viquet) dite du Lion, probablement dans le rempart d'une construction sur l'île Saint-Géry, et qui fut - plus ou moins remanié - par la suite intégré dans la première enceinte urbaine, qui était nommée la porta Leonis ou ' s Leeusporte, mais rien ne permet cependant encore de relier avec certitude absolue cette porte aux premiers Sleeus.  
Le Lignage Sleeus descend, d'après le Dictionnaire d'Histoire de Bruxelles et les auteurs de Brabantica, d'un certain Henricus Leo qui fut échevin de Bruxelles en 1208. De lui descendent quatre branches, dont trois donnèrent des échevins à Bruxelles, deux aux lignages Sleeus et un au lignage Steenweeghs :
- la branche dite de Cantere,
- la branche dite Versophien,
- la branche dite Coniers,
- la branche dite van der Trappen.
Les familles inscrites au Sleeus en 1376 sont principalement les familles Sleeus (avec ses branches telles Sleeus dit Versophien, Sleeus dit de Cantere, etc.), van den Spieghele (ou de Speculo), Hinckaert, van Linckenbeke, van Buyseghem dit Buys, de Goudsmet, de Cliever, Goddyn (ou Godyn), Scotelvoet, Labus, Swaef, Schalie, de Maerschalck, van Sinte-Goericx, van Woluwe, van der Hellen, ainsi que de Riddere dite de Scavey (ou van Scavay), auxquelles il faut ajouter la famille van Wansem (ou van Wanshem) dite Ingelrams, de Hertoghe et Taye (ces deux dernières familles étant plutôt du lignage Coudenbergh), de Pape et van Schelle, outre les familles Uselen et van der Gothen (ou van der Goeten). La généalogie de la plupart de ces familles est développée sur plusieurs siècles dans Brabantica. Ensuite, à partir de 1482, le chercheur pourra se référer aux registres du Lignage Sleeus, tels que transcrits dans la collection des Tablettes du Brabant et également à l'ouvrage de Désiré van der Meulen sur les Lignages de Bruxelles tel que synthétisé dans la Liste et armorial des personnes admises aux Lignages de Bruxelles. 
Un étude sur les origines de ces familles et sur la justification de leur présence au lignage Sleeus en 1376 est donnée dans Brabantica avec leurs armes. Cette étude mentionne qu'en 1376 vinrent s'inscrire au Lignage Sleeus trente-six personnes de vingt-quatre familles.            
La Porte de Laeken, l'une des portes de la seconde enceinte de Bruxelles, fut défendue par le Lignage Sleeus, tâche partagée à partir de 1422 avec la nation de Notre-Dame.

## Gravures anciennes

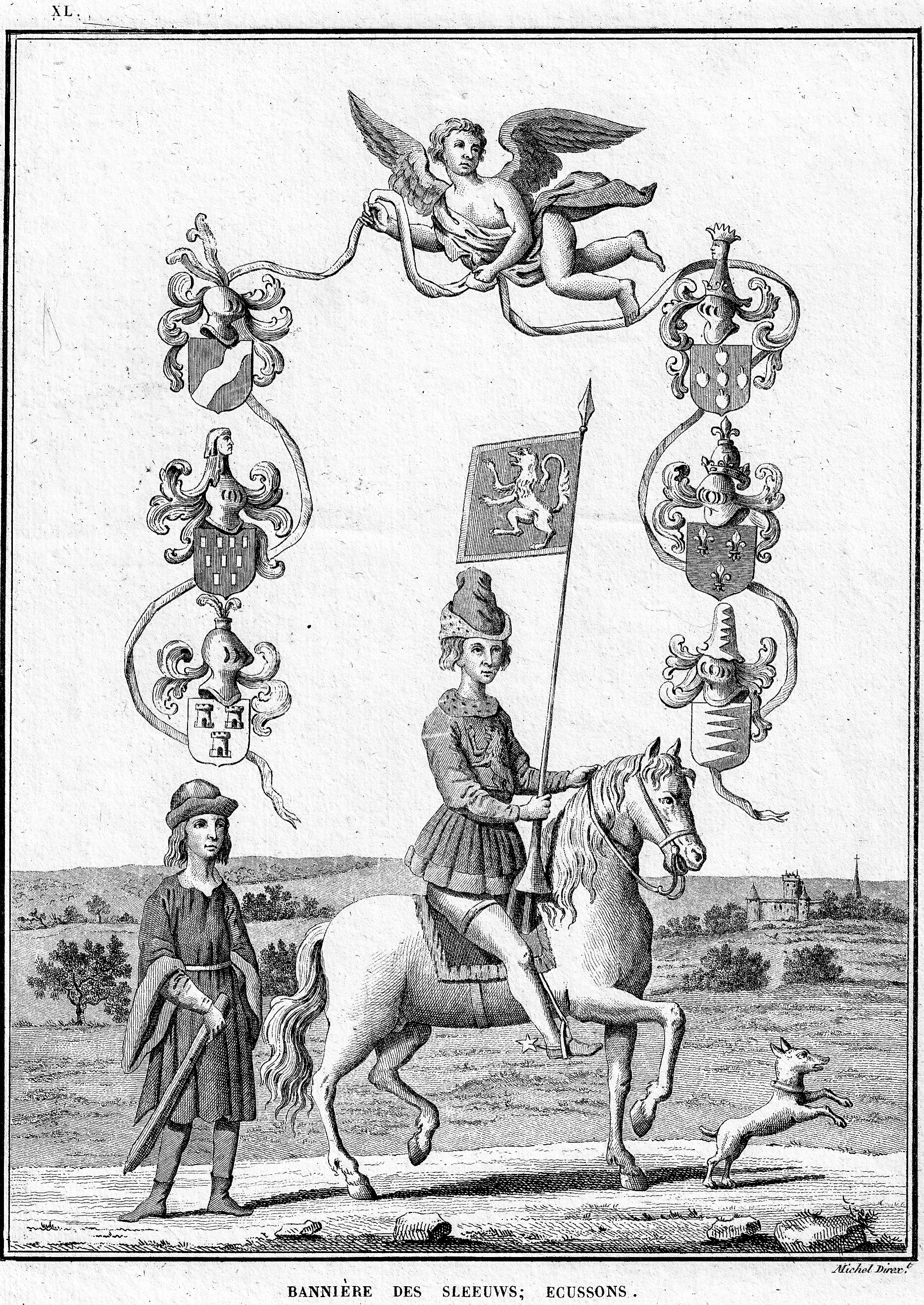
Bannière Sleeus et blasons des lignages de Bruxelles
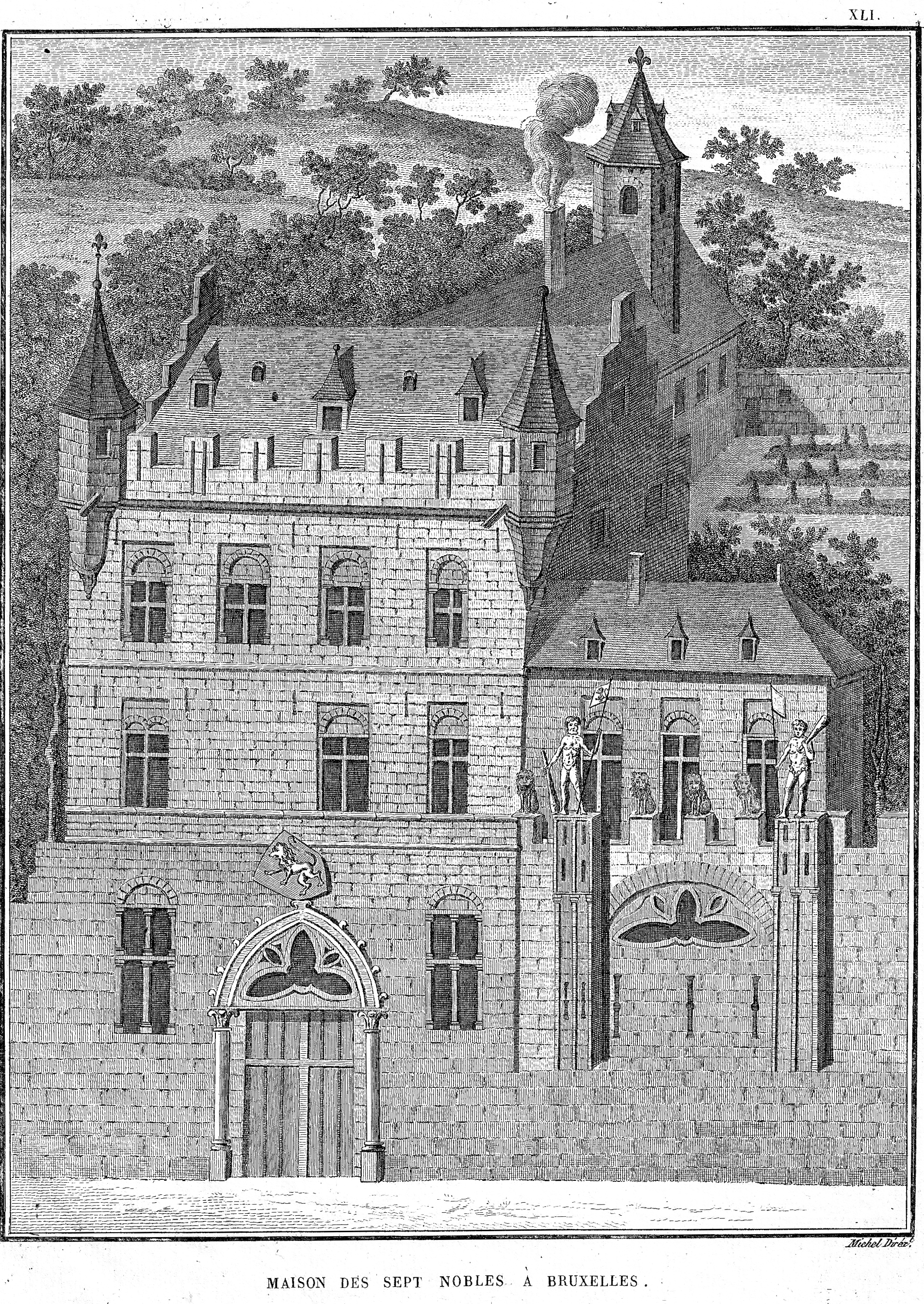
Maison des sept nobles à Bruxelles avec l'écusson Sleeus, gravé sous la direction du graveur Michel
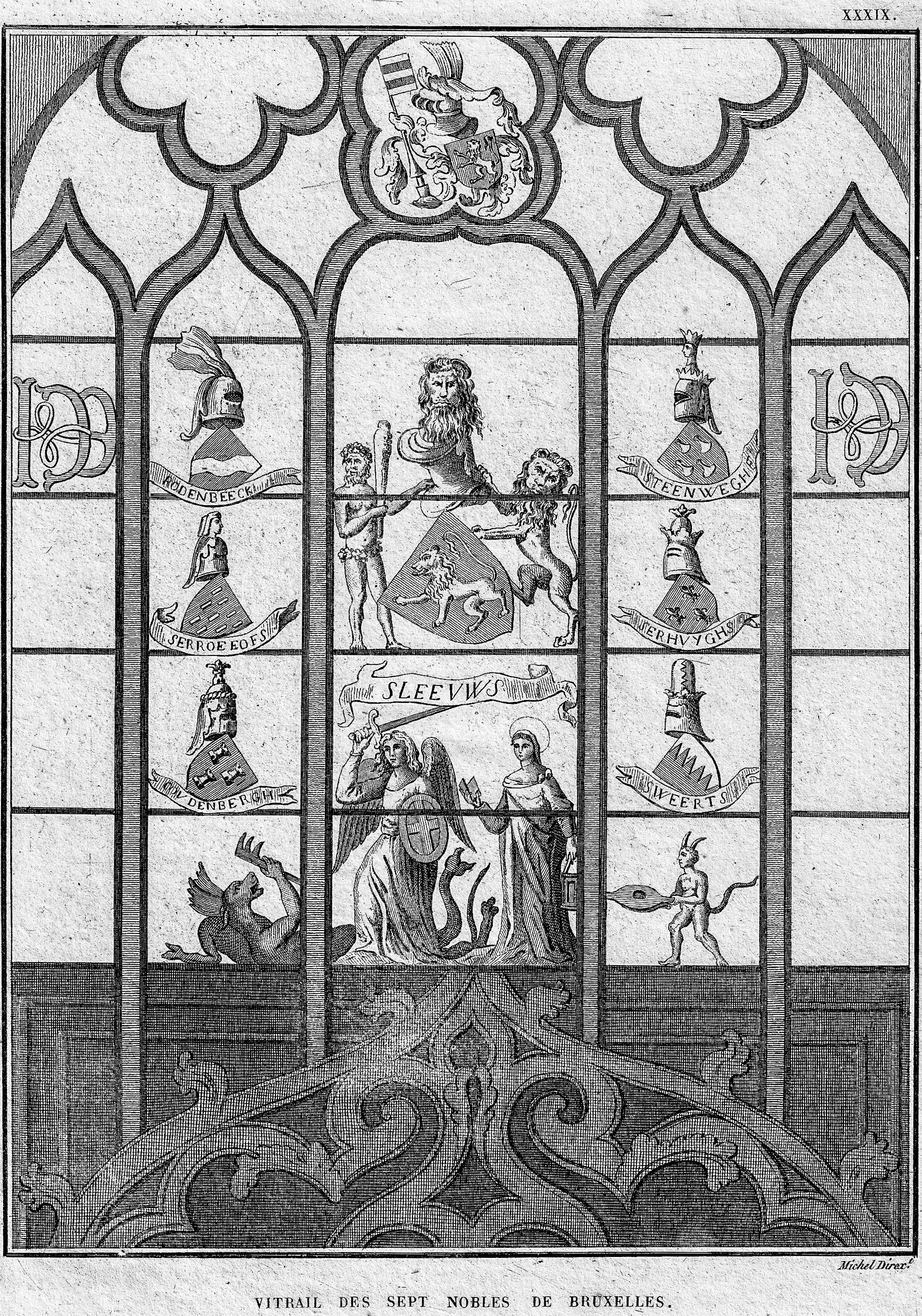
"Vitrail des sept nobles de Bruxelles", autrefois dans le chœur de la Collégiale des Saints Michel et Gudule[13].